# Breuville
Breuville és un municipi francès situat al departament de la Manche i a la regió de Normandia. L'any 2007 tenia 387 habitants.

## Demografia

### Població
El 2007 la població de fet de Breuville era de 387 persones. Hi havia 143 famílies de les quals 24 eren unipersonals (16 homes vivint sols i 8 dones vivint soles), 45 parelles sense fills, 58 parelles amb fills i 16 famílies monoparentals amb fills.
La població ha evolucionat segons el següent gràfic:
Habitants censats

### Habitatges
El 2007 hi havia 150 habitatges, 147 eren l'habitatge principal de la família, 2 eren segones residències i 1 estava desocupat. Tots els 150 habitatges eren cases. Dels 147 habitatges principals, 135 estaven ocupats pels seus propietaris, 10 estaven llogats i ocupats pels llogaters i 2 estaven cedits a títol gratuït; 3 tenien dues cambres, 8 en tenien tres, 30 en tenien quatre i 106 en tenien cinc o més. 122 habitatges disposaven pel capbaix d'una plaça de pàrquing. A 60 habitatges hi havia un automòbil i a 76 n'hi havia dos o més.

### Piràmide de població
La piràmide de població per edats i sexe el 2009 era:
| Homes | Edats   | Dones |
| ----- | ------- | ----- |
| 0     | 95 o +  | 0     |
| 0     | 90 a 94 | 0     |
| 0     | 85 a 89 | 0     |
| 0     | 80 a 84 | 0     |
| 4     | 75 a 79 | 8     |
| 4     | 70 a 74 | 12    |
| 4     | 65 a 69 | 8     |
| 8     | 60 a 64 | 8     |
| 8     | 55 a 59 | 8     |
| 12    | 50 a 54 | 8     |
| 24    | 45 a 49 | 12    |
| 16    | 40 a 44 | 28    |
| 12    | 35 a 39 | 16    |
| 24    | 30 a 34 | 12    |
| 8     | 25 a 29 | 4     |
| 8     | 20 a 24 | 0     |
| 24    | 15 a 19 | 12    |
| 24    | 10 a 14 | 20    |
| 16    | 5 a 9   | 4     |
| 8     | 0 a 4   | 4     |

## Economia
El 2007 la població en edat de treballar era de 252 persones, 184 eren actives i 68 eren inactives. De les 184 persones actives 163 estaven ocupades (94 homes i 69 dones) i 20 estaven aturades (4 homes i 16 dones). De les 68 persones inactives 22 estaven jubilades, 22 estaven estudiant i 24 estaven classificades com a «altres inactius».

### Ingressos
El 2009 a Breuville hi havia 149 unitats fiscals que integraven 401 persones, la mediana anual d'ingressos fiscals per persona era de 16.693 €.

### Activitats econòmiques
Els 4 establiments que hi havia el 2007 eren d'empreses de construcció.
Dels 3 establiments de servei als particulars que hi havia el 2009, 1 era un paleta, 1 fusteria i 1 electricista.
L'any 2000 a Breuville hi havia 20 explotacions agrícoles que ocupaven un total de 928 hectàrees.

## Poblacions més properes
El següent diagrama mostra les poblacions més properes.